# Anton Lahdenperä
Anton Lahdenperä (Gällivare, 19 marzo 1985) è un ex sciatore alpino svedese, specialista dello slalom speciale.

## Biografia
Slalomista puro attivo in gare FIS dal novembre del 2000, Lahdenperä ha esordito in Coppa Europa il 2 dicembre 2003 a Åre (42º) e in Coppa del Mondo il 16 gennaio 2005 a Wengen, dove non ha concluso però la prima manche. Pochi giorni dopo, il 22 gennaio a La Plagne, ha colto il suo primo podio in Coppa Europa (2º).
Sempre a livello di Coppa Europa ha disputato una buona stagione nel 2006, chiudendo al 2º posto nella classifica di specialità dietro al connazionale Mattias Hargin; il 3 dicembre 2006 è arrivato per la prima volta a punti, e per l'unica volta in carriera nei primi dieci, in una gara di Coppa del Mondo, piazzandosi 9º a Beaver Creek. Nella stagione 2009-2010 ha vinto la classifica continentale di specialità.
Si è ritirato al termine della stagione 2016-2017; la sua ultima gara in Coppa del Mondo è stata lo slalom speciale disputato a Kranjska Gora il 5 marzo, che non ha completato, mentre ha l'ultima gara in carriera è stata uno slalom speciale FIS, a San Candido il 19 marzo successivo, chiuso da Lahdenperä al 36º posto. In carriera non ha preso parte né a rassegne olimpiche né iridate.

## Palmarès

### Coppa del Mondo
- Miglior piazzamento in classifica generale: 79º nel 2015

#### Coppa del Mondo - gare a squadre
- 1 podio:
  - 1 secondo posto

### Coppa Europa
- Miglior piazzamento in classifica generale: 9º nel 2010
- Vincitore della classifica di slalom speciale nel 2010
- 10 podi:
  - 5 secondi posti
  - 5 terzi posti

### Australia New Zealand Cup
- Miglior piazzamento in classifica generale: 11º nel 2014
- 2 podi:
  - 1 vittoria
  - 1 terzo posto

#### Australia New Zealand Cup - vittorie
| Data           | Località | Paese     | Specialità |
| -------------- | -------- | --------- | ---------- |
| 16 agosto 2013 | Thredbo  | Australia | SL         |

Legenda:

SL = slalom speciale

### Campionati svedesi
- 10 medaglie[1][2]:
  - 5 ori (slalom gigante nel 2004; slalom speciale, slalom parallelo, combinata nel 2006; supercombinata nel 2007)
  - 2 argenti (discesa libera nel 2010; slalom speciale nel 2014)
  - 3 bronzi (slalom gigante nel 2006; slalom speciale nel 2011; slalom speciale nel 2013)